# آژه‌گروپ
آژه‌گروپ (انگلیسی: Ajegroup) شرکت صنایع غذایی پرویی است، که در سال ۱۹۸۸ تأسیس شد.